# Дуганов Григорій Іванович
Григорій Іванович Дуганов (рос. Григорий Иванович Дуганов; нар. 20 квітня 1923, с. Червона Дубрава, Тульська губернія, РРФСР — пом.
1986) — радянський футболіст та тренер, виступав на позиції захисника. Майстер спорту СРСР (1949).

## Роки війни
У Червоній Армії з 11 грудня 1941 року. Учасник Німецько-радянської війни, сержант.
З 25 липня 1942 року по 15 травня 1943 року брав участь у бойових діях на Донському і Сталінградському фронтах, з 26 березня по 5 травня 1945 року — на Білоруському фронті. Мав декілька поранень, в тому числі й важке.
12 травня 1945 року нагороджений орденом Червоної Зірки.
Опис подвигу з нагородного листа:
|  | При наступу наших військ від річки Одеру до річки Ельба т. Дуганов усі бойові завдання виконував з позитивними результатами. Особливо проявив себе при ліквідації оточеного угруповання на південний схід від Берліна. Виконуючи бойове завдання зі знищення переднього краю противника, напав на засідку німців і знищив 5 осіб німців, взявши в полон 6 чоловік ... |

6 квітня 1985 року, до 40-річчя перемоги у Німецько-радянській війні, був нагороджений орденом Вітчизняної війни II ступеня.

## Клубна кар'єра
У 1949 році виступав за московські «Крила Рад».
18 лютого 1949 року був прийнятий у команду майстрів московського «Торпедо». У складі «автозаводців» зіграв 21 матч у класі найсильніших команд і став володарем Кубка СРСР 1949 року.
8 лютого 1951 року був звільнений з команди «Торпедо» в зв'язку з відходом у Радянську армію. Службу проходив у футбольному клубі ВМС. Після розформування команди ВМС виступав за горьківське «Торпедо». У складі команди з міста Горький у 1954 році завершив кар'єру футболіста.

## Кар'єра тренера
Після завершення кар'єри гравця тренував команди класу «Б». У 1956 році очолив ростовське «Торпедо», яке в 1958 році змінило назву на «Ростсельмаш». Працюючи тренером у Ростові взяв участь у становленні Віктора Понєдєльніка.
З червня 1959 року по 24 липня 1960 роки тренував полтавський «Колгоспник». У вересні 1960 року змінив Лева Майстерового на посаді наставника сталінградського «Трактора».
У 1961-1962 роках тренував кіровоградську «Зірку». У 1962 році спершу був помічником головного тренера пензенського «Зеніту» Юрія Чайка, а завершував сезон виконуючим обов'язки головного тренера.
Пізніше працював тренером таких футбольних клубів як дзержинська «Хвиля» (1963), армавірського «Торпедо», кемеровського «Кузбасу» (1967), курського «Трудові резерви» (1968-1969), оренбурзького «Локомотива» (1970), таганрозька «Торпедо» (1971).
Помер у 1986 у віці 63 років

## Статистика

### Клубна
| Команда              | Сезон   | Чемпіонат | Чемпіонат | Чемпіонат | Кубок | Кубок | Загалом | Загалом |
| Команда              | Сезон   | Рів.      | Матчі     | Голи      | Матчі | Голи  | Матчі   | Голи    |
| -------------------- | ------- | --------- | --------- | --------- | ----- | ----- | ------- | ------- |
| «Крила Рад» (Москва) | 1948    | I         | 18        | 0         | 1     | 0     | 19      | 0       |
| «Торпедо» (Москва)   | 1949    | I         | 15        | 0         | 5     | 0     | 20      | 0       |
| «Торпедо» (Москва)   | 1950    | I         | 6         | 0         | 0     | 0     | 6       | 0       |
| «Торпедо» (Москва)   | Загалом | Загалом   | 21        | 0         | 5     | 0     | 26      | 0       |
| ВМС (Москва)         | 1951    | I         | 21        | 0         | 1     | 0     | 22      | 0       |
| ВМС (Москва)         | 1952    | II        | ?         | ?         | 3     | 0     | 3*      | 0       |
| ВМС (Москва)         | Загалом | Загалом   | 21*       | 0*        | 4     | 0     | 25*     | 0*      |
| «Торпедо» (Горький)  | 1953    | II        | 12        | 1         | 0     | 0     | 12      | 1       |
| «Торпедо» (Горький)  | 1954    | I         | 24        | 0         | 2     | 0     | 26      | 0       |
| «Торпедо» (Горький)  | Загалом | Загалом   | 36        | 1         | 2     | 0     | 38      | 1       |
| Усього               | Усього  | Усього    | 96*       | 1*        | 12    | 0     | 108*    | 0*      |

Примітка: знаком * відзначені колонки, дані в яких можливо більше зазначених.

## Досягнення

### Командні
«Торпедо» (Москва)
- Кубок СРСР
  -  Володар (1): 1949

«Торпедо» (Горький)
- Клас Б
  -  Срібний призер (1): 1953

### Відзнаки
- Майстер спорту СРСР (1949)
- Орден Червоної Зірки (1945)
- Орден Вітчизняної війни II ступеня (1985)